# Кизильник цілокраїй
Кизильник цілокраїй, ірга звичайна,  (Cotoneaster integerrimus) — вид рослин з родини розових (Rosaceae), поширений у Європі, західній Азії, Китаї, Кореї.

## Опис
Кущ 1.5–2 м. Листки широко-яйцеподібні, 2–5 см завдовжки, зверху голі. Квітки по 2–3 в коротких китицях. Пелюстки 3–4 мм довжиною, чашолистки опушені на краю. Плоди червоні або пурпурові, округлі або довгасті, з 2–4 кісточками. Кущ гіллястий. Гілочки бурі або сірувато-коричневі, спочатку шерстисті, незабаром голіють. Пелюстки рожеві. 2n = 68.

## Поширення
Поширений у Європі, західній Азії, Китаї, Кореї.
В Україні вид зростає на кам'янистих осипах і відслоненнях — у гірському Криму, часто; наводиться для Карпат (Закарпатська та Івано-Франківська області).